# Szalóki Ági

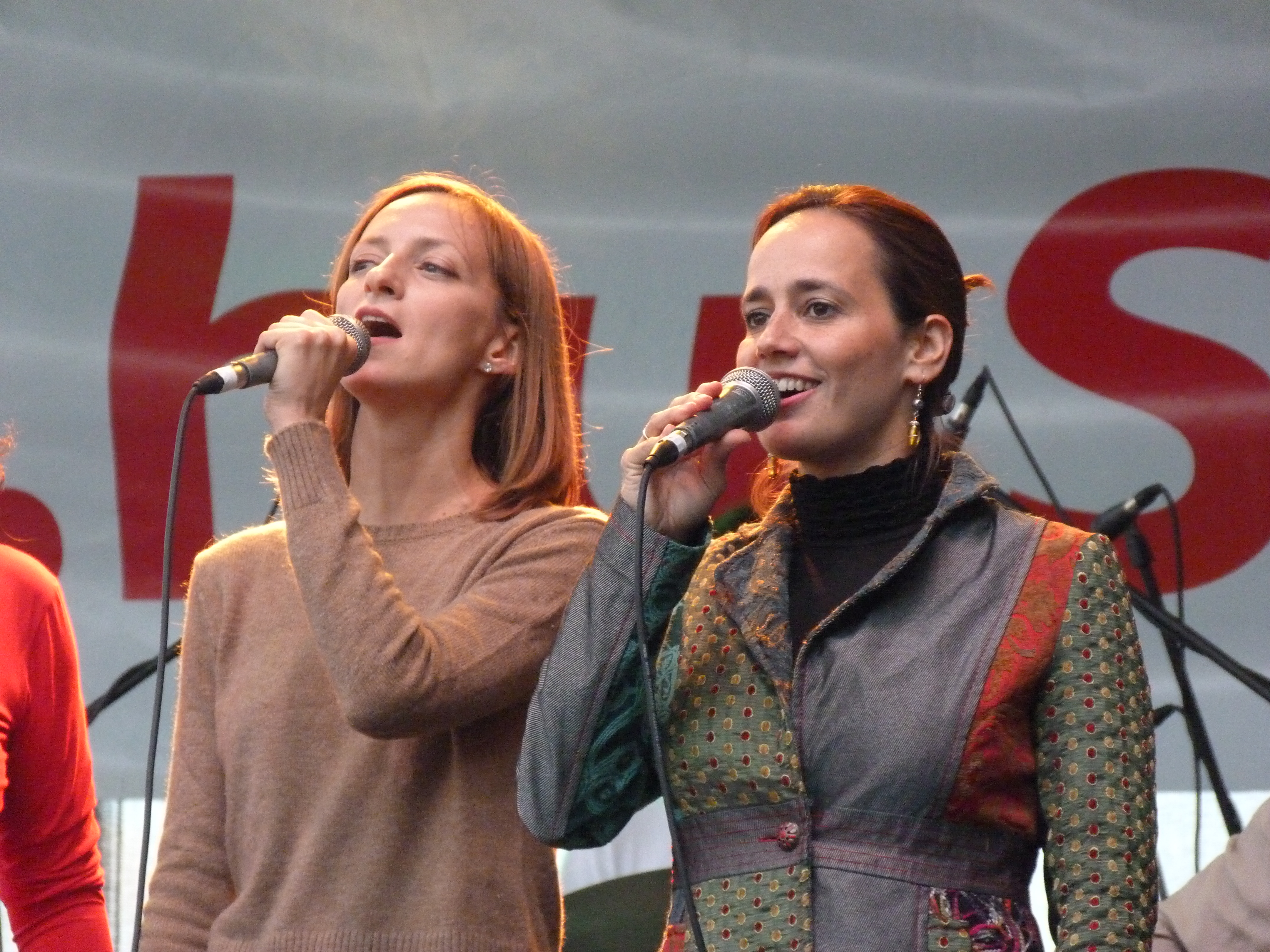
Szalóki Ágnes és Bognár Szilvia

Szalóki Ági (Budapest, 1978. október 17. –) Liszt Ferenc-díjas magyar előadóművész, dalszerző.

## Élete
Családja részben erdélyi roma eredetű. Gyermekkora óta széles körű komoly- és népzenei nevelést kapott. Szereti Bach, Debussy, és Bartók műveit, s párhuzamosan az autentikus népzenét és a kortárs irányzatokat is[forrás?]. Ötévesen az István, a király című rockoperában éneklő Sebestyén Márta hatására kezdett az erdélyi magyar népzenéhez vonzódni[forrás?], s Sebő Ferenc tanácsára kezdett népéneklést tanulni Bodza Kláránál. Tizenhat évesen az Ando Drom együttes jubileumi koncertjén lépett először színpadra a budapesti Katona József Színházban, olyan muzsikusok között, mint Szakcsi Lakatos Béla, Dés László, Juhász Miczura Mónika, Horváth Kornél, Kathy-Horváth Lajos. Tizenhét éves kora óta énekel rendszeresen színpadon.
1997-ben a Kelemen László és Pávai István vezette Utolsó Óra elnevezésű népzenei gyűjtőprogram munkatársa volt, itt több erdélyi énekes adatközlő repertoárját rögzítette. A ’90-es évek végén berobbant, új népdalénekes generáció egyik legsikeresebb[forrás?] képviselője. Az autentikus magyar népzenét játszó Ökrös együttesben és a magyarországi világzenét játszó Besh o droM együttesben énekelt évekig. Velük járta be a világot a Montreáli Jazz Fesztiváltól a Glastonbury fesztiválon át, a párizsi Théâtre de la Ville-ig, New Yorktól Pekingig. Jazzénekesnőként együttműködött Szakcsi Lakatos Bélával, és olyan kiváló zenészek hívták még partnerül, mint a Liszt-díjas Oláh Kálmán, Balázs Elemér, Presser Gábor vagy a londoni Oi va voi.
2004 óta szólóénekesként saját zenekaraival játszik. Eddig megjelent hat saját lemeze közül hármat jazz illetve gyereklemez kategóriában az Év lemeze díjjal jutalmaztak (MAHASZ Fonogram-díj)[forrás?].

## Diszkográfia

### Szólólemezek
| Év   | Album                            | Legmagasabb helyezés                   | Minősítés      |
| Év   | Album                            | MAHASZ Top 40 album- és válogatáslemez | Minősítés      |
| ---- | -------------------------------- | -------------------------------------- | -------------- |
| 2004 | Téli-nyári laboda                | -                                      |                |
| 2005 | Hallgató (zenei album)           | -                                      |                |
| 2006 | Cipity Lőrinc                    | -                                      |                |
| 2008 | A vágy muzsikál                  | 24                                     | - Platinalemez |
| 2009 | Gingalló                         | 28                                     | - Aranylemez   |
| 2011 | Kishúg                           | -                                      |                |
| 2012 | Öröme az égnek, ünnepe a földnek | -                                      |                |
| 2014 | Körforgás                        | -                                      |                |
| 2017 | Fújnak a fellegek                | -                                      |                |

- Téli-nyári laboda, FolkEurópa (2004)

Közreműködnek az Erkel Ferenc Általános Iskola és Gimnázium 4. a. osztályosai Nits Márta tanárnő vezetésével és a Fővárosi Gyakorló Óvoda óvodásai Dummel Viktória vezetésével, valamint Török Timi, Turcsány Zoárd és Szelényi Anna
Szalóki Ági – ének, Balázs József – zongora, Lamm Dávid – gitár, Bacsó Kristóf – tenorszaxofon, Dés András – ütőhangszerek, Barcza Horváth József – nagybőgő, basszusgitár.
- Cipity Lőrinc, FolkEurópa (2006)

Szalóki Ági második gyermekalbumán többségében moldvai népdalokat dolgoz fel a zenekar, de Nemes Nagy Ágnes és Weöres Sándor megzenésített versei mellett Lázár Ervin A hétfejű tündér című meséje is hallható. A versek két kiváló színész, Kiss Mari és Kulka János előadásában is elhangzanak.

A lemez Fonogram díjat kapott 2007–ben a legjobb gyermeklemez kategóriában.

Szalóki Ági – ének, Lamm Dávid – gitár, Nagy Judit – cselló, Dés András – ütőhangszerek, Kovács Zoltán – nagybőgő
Közreműködik: Balázs József – zongora, Szokolay Dongó Balázs – furulya, duda, Jakab Attila – hegedű, Barcza Horváth József – nagybőgő
- A vágy muzsikál (2008)

Szalóki Ági ezen a lemezén Karády Katalin dalait dolgozza fel, melyek a szerelem örömeiről, bánatairól mély őszinteséggel szólnak. Az énekesnő lágy hangja tisztán szólaltatja meg az érces szólamokat, nőies jelenséggé varázsolva a végzetasszonyát. A közreműködő zenészek, a közel azonos hangszerelésű, improvizatív jazz-dallamokkal szolgálják a lemez sikerét.

Szalóki Ági – ének, Bacsó Kristóf – tenorszaxofon, Schrek Ferenc – pozan, Juhász Gábor – gitár, Lamm Dávid – gitár, Kovács Zoltán – bőgő, Mohay András – dob, Szakcsi Lakatos Róbert – zongora, Szaniszló Richárd – vibrafon, Tcha Limberger – hegedű
- Gingalló (2009)

A Gingalló című korongon – ahogy azt Ágitól már megszokhatta a közönség – népdalfeldolgozások és énekelt versek kaptak helyet, ezúttal József Attila, Tamkó Sirató Károly, Weöres Sándor és az erdélyi származású fiatal költőnő, Szabó T. Anna versei. A lemezen Cserhalmi György mesél.

A lemez Fonogram díjat kapott 2010-ben a legjobb gyereklemez kategóriában.

Szalóki Ági – ének, fütty, Lamm Dávid – gitár, ének, Kovács Zoltán – bőgő, ének, Dés András – ütőhangszerek, ének.

Közreműködnek:

Fekete-Kovács Kornél – szárnykürt, Juhász Gábor – gitár, Szalai Péter – tabla, Szokolay "Dongó" Balázs – furulya, tárogató; Mesélő: Cserhalmi György
- Kishúg (2010)

A Kishúg Szalóki Ági és Borlai Gergő 2010 – ben alakult elektroakusztikus zenekara. A népzenei alapokat modern tánczenével ötvöző album nem hasonlít Szalóki Ági egyik korábbi munkájára sem, így egyfajta skatulyából való kitörésként is értelmezhető a formáció létrejötte. A Kishúg anyaga virtuálisan született chatelve, e-mailezve, hangfájlokat cserélve. Gergő a Mátrából küldte a zenei alapokat, amelyekre Ági szöveggel és dallammal válaszolt Budapestről, New Yorkból, Bangkokból vagy Kolozsvárról. Az egymástól távol álló zenei világok egységes rendszerré olvadtak össze, persze megtartva az alkotók egyéniségét és zenei ízlését. Dalaikban a kortárs tánczenei (jungle, triphop, elektropop) keverednek az archaikus népzenei rétegekkel, a népdalok szövegvilága a kortárs magyar költők veretességével.

A zenekar tagjai: Szalóki Ági – ének, Borlai Gergő – dobok, Csókás Zsolt – gitár, Kovács Zoltán – bőgő

A lemezen közreműködik: Lukács Peta – gitár, Sipeki Zoltán – gitár, Orbán György – bőgő
- Öröme az égnek, ünnepe a földnek (2012)

Szalóki Ági első alkalommal fűzi csokorba kedvenc karácsonyi dalait. A lemezen klasszikus templomi és magyar népi karácsonyi énekek szólalnak meg az énekesnő és jazz – zenésztársai tolmácsolásában.

Szalóki Ági – ének, Bacsó Kristóf – szaxofon, Juhász Gábor – gitár, Lukács Miklós – cimbalom, Dés András – ütőhangszerek, Lamm Dávid – gitár, Barcza-Horváth József – nagybőgő, Balázs József – zongora, Schreck Ferenc – harsona, Shubicz Gábor – szárnykürt, trombita, Cserta Balázs – basszusklarinét, Szalai Péter – tabla, ütőhangszerek, Papp Juli – ének, Kiss Ferenc – ének, Küttel Dávid – ének
- Körforgás (2014)

A lemez zenei anyagát József Attila, Tamkó Sirató Károly, Szabó T. Anna, Erdős Virág, Jónás Tamás és Garaczi László költeményeinek énekelt formái adják. A zeneszerzők által létrehozott hangulat egyaránt merít a magyar, cigány, az afrikai mali és pigmeus, az indiai zenei hagyományok mellett a jazz és a könnyűzene világából is. 

A dalok szövegei a gyerekek és felnőttek számára a mindennapi élethelyzetekről szólnak, de lehetőséget adnak a szerelemről, a születésről, a családról és az elmúlásról való beszélgetésekre is. A verseket a körforgás jegyében Szabó T. Anna mesefüzére öleli körül, a kötet illusztrációit Kiskovács Eszter készítette.

Szalóki Ági – ének, Fenyvesi Márton – gitár, ének, Rácz Krisztián – gitár, Szalai Péter – tabla, ütőhangszerek, konakol, Dés András – ütőhangszerek, víz, Kovács Zoltán – nagybőgő, ének, Rohmann Ditta – cselló, Balogh Gusztáv – ének, szájbőgő, Bacsó Kristóf – szaxofon, Kalmár Panni – ének, Kiss Flóra – ének, Sapszon Orsi – ének
- Fújnak a fellegek (2017)

A Fújnak a fellegek című albummal Szalóki Ági visszatért a falusi népdalhoz és népzenéhez. Esztétikus kivitelű lemez született, művészi fotókkal és a dalok szövegeivel, melyhez az énekesnő a népzenészek színe-javából hívott alkotó partneteket. 

Dalok: 1. Magyarszovát, 2. Szék, 3. Csácsbozsoki hallgató, 4. Somogy, 5. Őcsényi karikázó, 6. Magyarbece, 7. Csíkszentimrei hallgató, 8. Buza, 9. Mérai hajnali

Szalóki Ági – ének, Bognár Szilvia – ének (5.), Herczku Ágnes – ének (5.), Kalász Máté – hegedű (2.), Koncz Gergely – hegedű (1., 7.), Mester László Pintyő – brácsa (1., 2., 6., 8., 9.), Mihálydeák Barna – bőgő (1., 2., 6., 8.), Ökrös Csaba – hegedű (6.), Palya Bea – ének (5.), Szokolay Dongó Balázs – furulyák (4.)

### Közreműködései
- Korom Attila – Hajnali, PolyGram, 1997
- Ökrös – Bonchida, háromszor, ABT, 1998
- Kalotaszegi népzene – Neti Sanyi és Kicsi Aladár, ABT, 1999
- Besh o droM – Macsó hímzés, Fonó Records, 2000
- Triton – Indulj el, Bahia, 2001
- Karácsonynak éjszakáján, Tom-Tom Records, 2001
- Balkan Syndicate – Nikola, Tom-Tom Records, 2003
- Makám – Anzix, FolkEurópa, 2003
- Besh o droM – Gyí!, szerzői kiadás, 2004
- Balázs Elemér Group – Hungarian Folksongs, X-Produkció, 2005
- Balogh Kálmán – Karácsonyi örömzene, Gryllus, 2005
- Amikor én még kissrác voltam – Tisztelgés az Illés zenekar előtt, Universal Music, 2005
- Besh o droM – Ha megfogom az ördögöt, szerzői kiadás, 2005
- Tony Lakatos – Gipsy Colours, Skip Records, 2005
- Kiss Feri – Szerelemajtók, Etnofon, 2005
- V/A – Stars, Stars..., FolkEurópa, 2006
- Ajándék – Roma művészek a gyerekekért, suliNova közoktatás-fejlesztési és Pedagógus-továbbképzési Kht., 2006
- Balogh Kálmán és a Gipsy Cimbalom Band – Aven Shavale, FolkEurópa, 2007
- Oi Va Voi V2 Records International Ltd., 2007
- Szabó Dániel – Egetverő TIM produkció Bt., 2007
- Budapest Bár, EMI Zenei Kft., 2007
- Szájról szájra, FolkEurópa, 2007
- Bognár Szilvia – Semmicske énekek, Gryllus Kiadó, 2008
- Sárkány apó, Helikon Kiadó – Gryllus Kiadó, 2008
- „volt egyszer volt egy kis zsidó”, Gryllus Kiadó, 2008
- Kozma Orsi Quartet – Hide And Seek, Magneoton, 2008

## Díjai, elismerései
- Fonogram díj (2006, 2007, 2010)
- Miniszteri dicséret (2006)
- Kodály Zoltán emlékdíj (2007)
- Artisjus-díj (2007)
- Márciusi Ifjak díj (2009)
- A Sanoma és a Story Magazin Érték-díja (2010)
- Liszt Ferenc-díj (2017)[3]
- Artisjus-díj (2019)[4]
- A Magyar Érdemrend lovagkeresztje (2020)[5]